# Eaters Geleen
Die LACO Eaters Geleen sind ein niederländischer Eishockeyclub aus Geleen, der 1968 gegründet wurde und momentan in der BeNe League spielt. Seine Heimspiele trägt der Verein im Glanerbrook aus, der 2.000 Zuschauer fasst.

## Geschichte
Die Mannschaft wurde 1968 in Anlehnung an das kanadische Juniorenteam Trail Smoke Eaters unter dem Namen Geleen Smoke Eaters gegründet. Die Gründung folgte auf den Bau des Eisstadions im selben Jahr. Ihr erstes Spiel bestritt die Mannschaft am 2. November 1968 gegen die Amstel Tijgers Amsterdam. Seit ihrer ersten Spielzeit in der Eredivisie, der Saison 1971/72, war die Mannschaft fast ausschließlich in dieser vertreten. Größter Erfolg des Teams war der Gewinn des nationalen Pokalwettbewerbs in der Saison 1992/93 und 2009/2010. In der Saison 2011/2012 gewann das Team zum ersten Mal die Niederländische Meisterschaft. Mit den Deutschen Haiko Hirsch und Benjamin Finkenrath, sowie dem US-Amerikaner Jake Brenk spielten drei Spieler für Geleen, die später allesamt für den EHC Dortmund aktiv waren.

## Namen
- 1968–1984: Smoke Eaters
- 1984–1985: Data Union
- 1985–1988: Smoke Eaters
- 1988–1991: Intercai Geleen
- 1991–1994: Meatpoint Eaters
- 1994–1995: Hatulek Eaters
- 1995–1996: Smoke Eaters
- 1996–1997: Datak Eaters
- 1997–1999: Smoke Eaters
- 1999–2013: Ruijters Eaters
- 2013–2014: Noptra Eaters Geleen
- 2014–2018: Laco Eaters Limburg
- seit 2018: Microz Eaters Limburg

## Erfolge
- Niederländischer Pokal: 1992/93, 2009/10
- Niederländischer Meister: 2011/12

## Bekannte Spieler
- Jake Brenk
- José Charbonneau
- Frank Gentges
- Tommie Hartogs
- / Mike Pellegrims